# G3682/3683次列车
G3682/3683次列车是中国铁路运行于河北省石家庄市石家庄站至天津市红桥区天津西站的高速动车组列车，自2023年7月1日起开行，客运里程456公里，途经河北省，山东省，天津市二省一市，列车客运乘务由北京局集团石家庄客运段担当。

## 开行历史
2023年7月1日，G3683/3682次列车（石家庄站至天津西站）开行，和G3681/3684次列车（沧州西站至石家庄站）共同开行来解决沧州与石家庄铁路交通不便的问题。

## 使用车型
本趟列车使用配属北京局集团曹庄动车运用所的CR400BF-S。